# 漫画パチンコドル箱777
『漫画パチンコドル箱777』（まんがパチンコドルばこスリーセブン）は、竹書房が発行していた日本の漫画雑誌。
パチンコ漫画誌。2005年創刊の『漫画パチンコランド』を改題して2012年7月18日創刊。毎月18日発売。発行部数は12万部。 2014年6月号をもって休刊。

## 連載作品
- トキちゃんのパチンコ新台特急（石山東吉）
- ドンキホーテの一攫千金!（谷村ひとし）
- パチバカ大山日誌（原作：高橋ケンジ 、作画：伊達レン）
- ヘタレ返上!ぱちんこ下克上一代男（ちゅうじょうゆきよし）
- ヨイヨイ乱れ打ち〜（くらた美香）
- おじさんぶるぶるまっぷ（立沢直也）
- つぼぱち☆胸熱委員会（猿山長七郎）
- はっさくの頂ッ!!（萩原はっさく）
- ほな勝ちに行こか!（山本幸男）
- 激アツ BANG-BANG（みつのなな）
- 気がつけばパチンコ中（新田朋子）
- 世界でひとつだけの種〜SEED〜（藤本つくね）
- 出せばイイのよ!!（大沢マキ）
- 名古屋猛爆一代記（南国ぜろいち）
- 負けられませんっ～脱サラパチンカー奮闘記～（やまもとしゅうじ）

## 関連誌
- 『漫画パチンコ777』 - パチンコ漫画誌。毎月4日発売。